# Matilde di Canossa a cavallo
Matilde di Canossa a cavallo è un dipinto del pittore veronese Paolo Farinati, realizzato con la tecnica della pittura a olio su tela, conservato presso il museo di Castelvecchio a Verona.
Il dipinto venne commissionato nel febbraio 1587 dal priore dell'abbazia dei Santi Nazaro e Celso di Verona che intendeva collocarlo sopra la tomba della contessa Matilde di Canossa nella chiesa abbaziale di San Benedetto Po. Tuttavia, l'opera rimase a Verona e a San Benedetto Po giunse invece una copia eseguita dal figlio Orazio Farinati.